# Isaac Asklöf
Isaac Asklöf, född 25 januari 1817 i Norrköping, död 15 mars 1887 i Norrköping, var en svensk fabrikör och politiker. Han var medlem av riksdagens andra kammare åren 1873-1884 för Björkekinds, Östkinds, Lösings, Bråbo och Memmings domsagas valkrets.